# کلمونس (کارولینای شمالی)
کلمونس (به انگلیسی: Clemmons) شهری در ایالت کارولینای شمالی کشور ایالات متحده آمریکا است که جمعیت آن در سرشماری سال ۲۰۱۰ میلادی، ۱۸٬۶۲۷ نفر بوده‌است.